# Epilohmannia mahunkai
Epilohmannia mahunkai är en kvalsterart som beskrevs av Calugar och Vasiliu 1983. Epilohmannia mahunkai ingår i släktet Epilohmannia och familjen Epilohmanniidae. Inga underarter finns listade i Catalogue of Life.